# Kerstin Behrendtz
Clary Kerstin Margareta Behrendtz (18 de agosto de 1950-28 de marzo de 2020) fue presentadora de radio sueca y directora de música para los programas de Sveriges Radio.

## Biografía
Trabajó para Sveriges Radio, donde trabajó como directora y seleccionó canciones para reproducir en los programas de las estaciones de radio. Se retiró el 31 de agosto de 2017. El 7 de octubre de 2017, Behrendtz presentó el programa Jukeboxen en Sveriges Radio P4. Formó parte del comité de selección que decidió qué canciones tomarían parte en Melodifestivalen 2014. También formó parte del comité de selección del Salón de la Fama de la Música Sueca desde 2014 hasta su muerte.
Enfermó Behrendtz estuvo casado entre 1972 y 1977 con el director de cine Thomas Samuelsson y tuvieron dos hijos juntos.

## Muerte
Behrendtz murió el 28 de marzo de 2020 después de sufrir de COVID-19 causado por el virus del SARS-CoV-2. Había enfermedado dos semanas antes.